# Großsteingrab Wallen
Das Großsteingrab Wallen (auch Heidenaltar genannt) war eine megalithische Grabanlage der jungsteinzeitlichen Trichterbecherkultur bei Wallen, einem Ortsteil von Alfhausen im Landkreis Osnabrück (Niedersachsen). Es wurde im 19. Jahrhundert zerstört. Das Grab befand sich nordwestlich von Wallen auf dem Harlingsberg, etwa in der Mitte zwischen den nach Ankum und Bersenbrück führenden Straßen. Die Anlage besaß eine kleine ost-westlich orientierte Grabkammer mit mehreren Wand- und drei Decksteinen. Der genaue Grabtyp lässt sich anhand dieser Angaben nicht sicher bestimmen.